# Kent Samuelsson
Kent Sven Allan Samuelsson, född 2 maj 1956 i Stockholm, död 8 augusti 2016 i Thailand, var en svensk militär.
Kent Samuelsson blev officer 1978, kapten vid Gotlands luftvärnsbataljon 1983, major i Generalstabskåren och Högkvarteret 1989 samt tjänstgjorde vid Förenta Nationerna i Jugoslavien, Genève och New York 1993–1994. Samuelsson tjänstgjorde vid Arméledningens samordningssektion 1994, vid Gotlands lufvärskår 1996, blev överstelöjtnant 1997 och var chef för Gotlands luftvärnskår 1997–1998. Han blev överstelöjtnant med särskild tjänsteställning 1998, överste 1999 och var chef för Utvecklingsavdelningen vid Armétaktiska kommandot 1999–2000. Samuelsson tjänstgjorde för Förenta Nationerna i Afghanistan 2000–2002 och var chef för Luftvärnsregementet 2003–2005.